# Baseball ai Goodwill Games
Il torneo di baseball ai Goodwill Games è stato presente solo nella seconda edizione, disputatasi nel 1990.

## Torneo
| Anno | Paese   | Oro  | Argento  | Bronzo      |
| ---- | ------- | ---- | -------- | ----------- |
| 1990 | Seattle | Cuba | Giappone | Stati Uniti |